# Çaykara

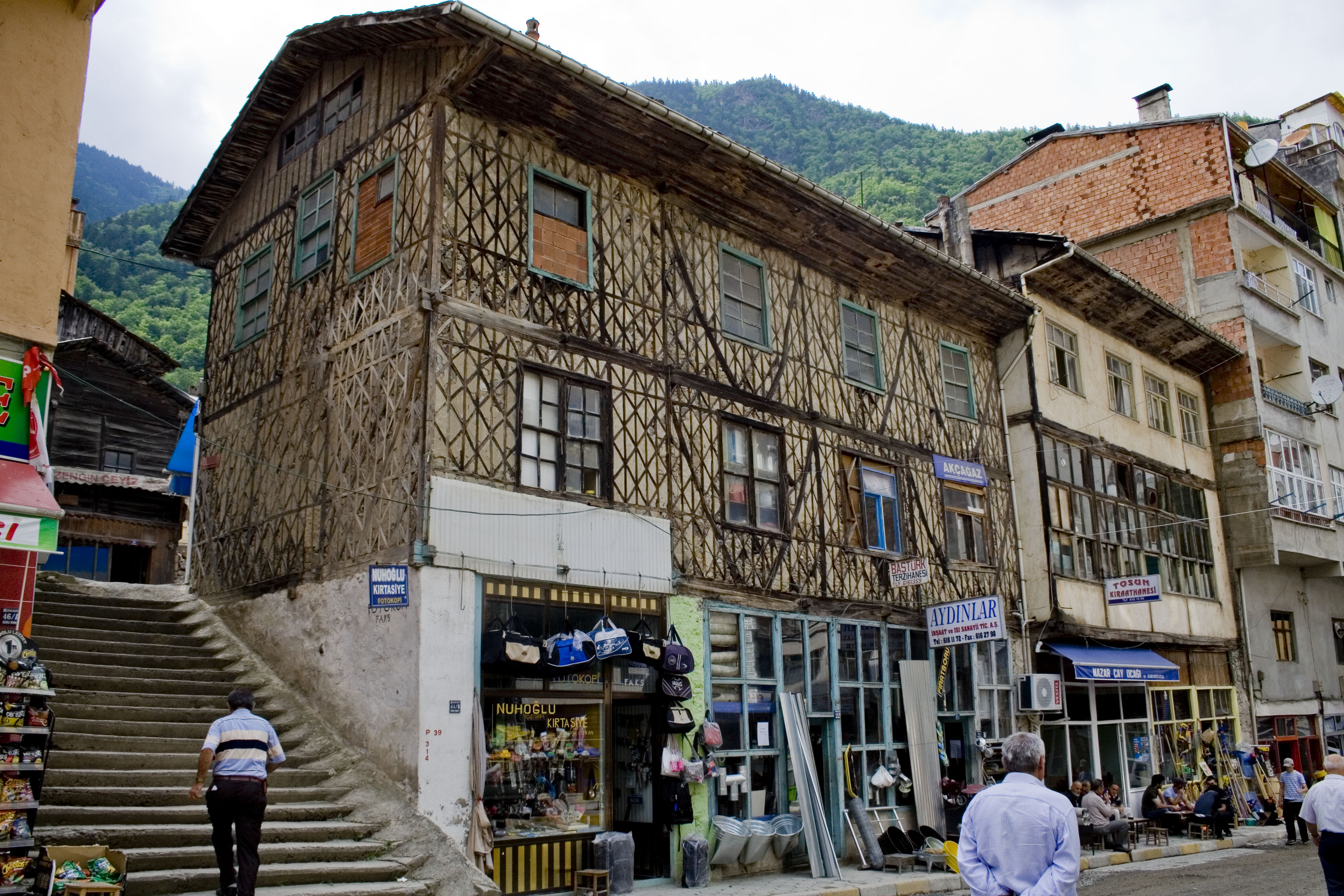
Una vecchia casa a Çaykara

Çaykara è un comune (Turco: Çaykara Belediyesi; Greco: δῆμος Κατωχωρίου (Τραπεζοῦντας) dē̂mos Katōkhōríou (Trapezoū̂ntas)) della provincia di Trebisonda, in Turchia, capoluogo del distretto omonimo.